# Roberta Wright McCain
Roberta Wright McCain (født 7. februar 1912 i Muskogee, død 12. oktober 2020) var en amerikansk oliearving og jetsetter, der var mor til senatoren og præsidentkandidaten John McCain.